# Handball-Oberliga Baden-Württemberg der Frauen 2019/20
Die Handball-Oberliga Baden-Württemberg der Frauen 2019/20 wurde unter dem Dach der Handballverbände Baden, Südbaden und Württemberg organisiert und ist die höchste Spielklasse des Verbundes. Die Oberliga – BW  ist nach der Bundesliga, der 2. Bundesliga und der 3. Liga eine der vierthöchsten Spielklassen im deutschen Handball.

## Saisonverlauf
Die Handball-Oberliga Baden-Württemberg der Frauen 2019/20  war die zwanzigste Ausspielung dieser Handballliga. Wegen der COVID-19-Pandemie wurde die Saison nach 20 Spieltagen abgebrochen. Durch die abgebrochene Hauptrunde erfolgten die Platzierungen nach der Quotienten-Regel (Punkte durch Spiele) mit zwei Nachkommastellen.

### Modus
Vierzehn Mannschaften spielten eine Hin- und Rückrunde. Nach Abschluss der daraus resultierenden Spieltage sind der Meister und die Plätze zwei und drei in die 3. Liga aufgestiegen und drei Mannschaften in die Verbandsligen abgestiegen.

## Teilnehmer

Handballverband Baden

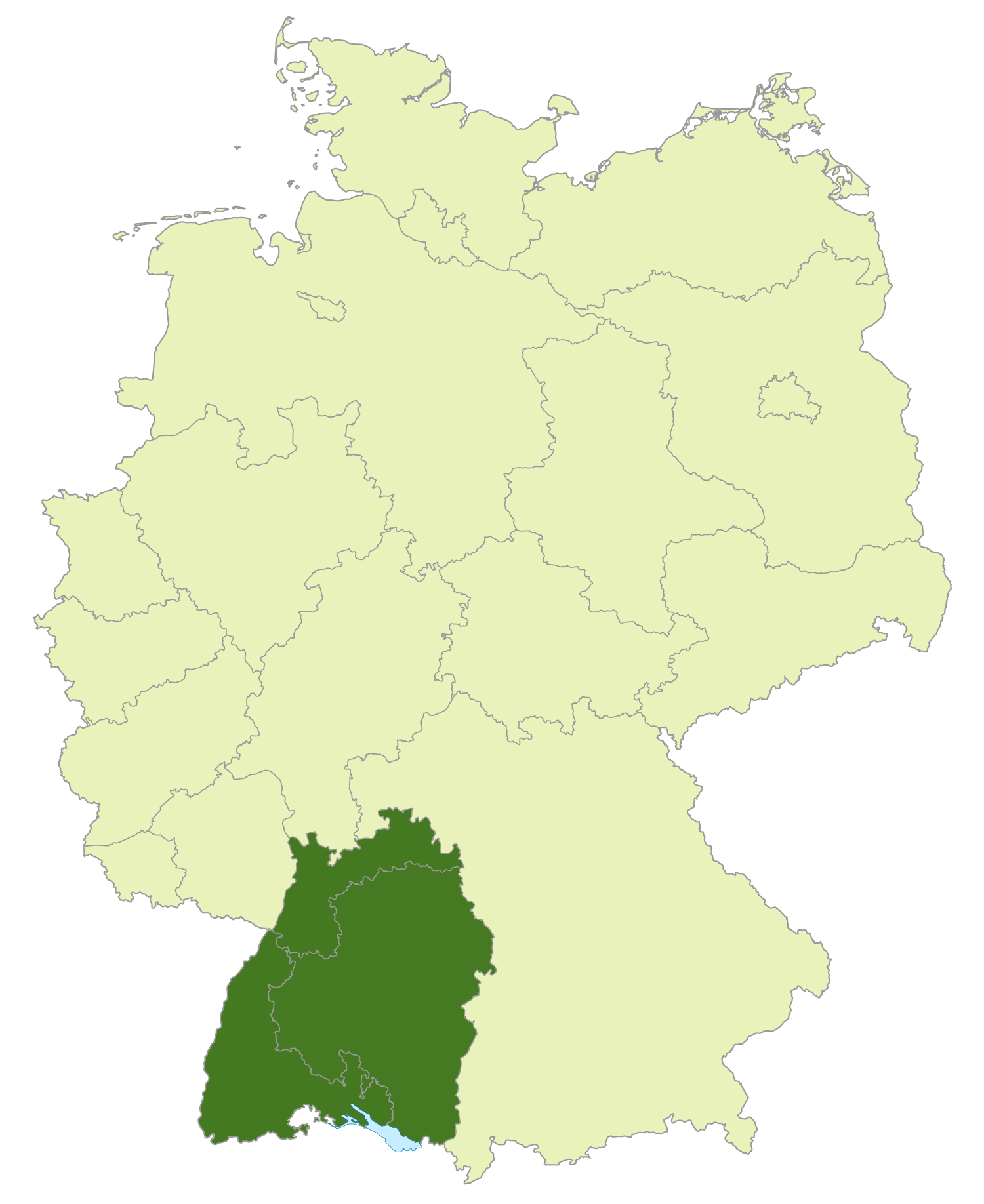
Bereich Handball-Oberliga
Baden-Württemberg

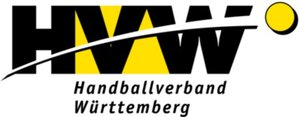
Handballverband Württemberg

Nicht mehr dabei waren die Auf- und Absteiger der Vorsaison. Neu hinzukamen die Absteiger (A) der 3. Liga und die Aufsteiger (N) aus den Verbandsligen.

### Abschlussplatzierungen
|  1. Frisch Auf Göppingen II  2. HSG St. Leon/Reilingen  3. TSV Heiningen 1892 - 4. HSG Leinfelden/Echterdingen - 5. TuS Steißlingen - 6. SG BBM Bietigheim II (A) - 7. SG Heidelsheim/Helmsheim - 8. SG Strohgäu - 9. TSV Bönnigheim 1895 - 10 SG Schenkenzell/Schiltach (N) - 11 TSV Birkenau (A)  12 HG Oftersheim/Schwetzingen (N)  13 HB Ludwigsburg (N)  14 TV Nellingen II (N) |

(A) = Absteiger aus der 3. Liga (N) = neu in der Liga (R) = Rückzug
  Meister und Aufsteiger zur 3. Liga 22020/21
 Aufsteiger zur 3. Liga 2020/21
- Für die Oberliga 2020/21 qualifiziert